# Bataille d'Inō
Pour les articles homonymes, voir Ino (homonymie).
La bataille d'Inō se déroule au cours de l'époque Sengoku au milieu du XVIe siècle de l'histoire du Japon. La bataille est livrée par deux membres du clan Oda, le chef du clan, Oda Nobunaga, d'une part, et son frère Oda Nobuyuki, d'autre part. Ce dernier, avec l'appui de Shibata Katsuie et Hayashi Hidesada, se révolte contre Nobunaga. Les trois conspirateurs sont défaits à la bataille d'Inō, mais ils sont graciés après l'intervention de Tsuchida Gozen, la mère de Nobunaga et Nobuyuki. L'année suivante, cependant, Nobuyuki prévoit encore de se rebeller. Lorsque Nobunaga en est informé par Shibata Katsuie, il feint la maladie pour se rapprocher de Nobuyuki et l'assassine au château de Kiyosu.

## Source de la traduction
- (en) Cet article est partiellement ou en totalité issu de l’article de Wikipédia en anglais intitulé « Battle of Inō » (voir la liste des auteurs).